# Am I Not a Man and a Brother?

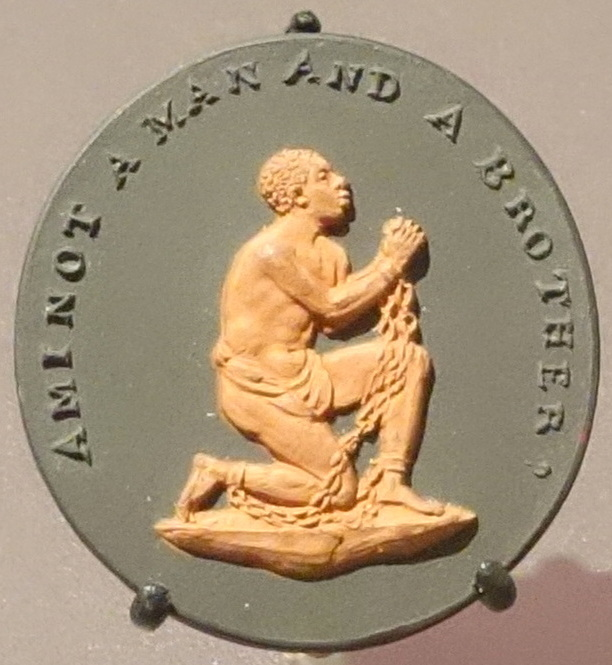
Un exemplaire du médaillon, exposé au Brooklyn Museum

« Am I Not a Man and a Brother? » (de l'anglais, littéralement : « Ne suis-je pas un homme et un frère ? ») est la devise inscrite sur un médaillon, d'inspiration abolitionniste, produit en 1787 par Josiah Wedgwood.

## Description

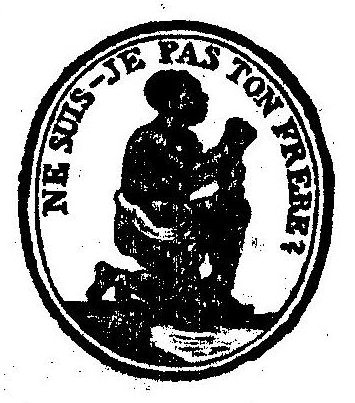
Sceau de la Société des amis des Noirs, tiré de lAdresse à l'Assemblée nationale, pour l'abolition de la traite des Noirs (1790).

Le médaillon représente un esclave noir, vêtu d'un pagne, vu de profil. Le genou droit à terre, il lève ses mains enchaînées pour implorer la liberté. 

## Histoire
Le médaillon a été créé par William Hackwood et Henry Webber, deux modeleurs de la manufacture de Josiah Wedgwood à Etruria (en), dans le Staffordshire,. La Society for Effecting the Abolition of the Slave Trade, une société abolitionniste au Royaume-Uni, en a utilisé le dessin comme sceau. 
En 1788, l'image apparaît aussi à Londres, sur un dépliant adressé au Parlement et sur un livre d'un voyage en Guinée.
Ce médaillon a été repris en France, par la Société des amis des Noirs, la devise étant traduite en : « Ne suis-je pas ton frère ? »,.

## Galerie d'images
| Auteur                                                        | Datation     | Lieu de conservation                                                         | Description | Image           | Réf.  |
| ------------------------------------------------------------- | ------------ | ---------------------------------------------------------------------------- | --- | --------------- | ----- |
| Manufacture royale de Sèvres                                  | 1789         | Musée national Adrien-Dubouché, Limoges                                      | Médaillon « Ne suis-je pas un homme, un frère ? », en porcelaine tendre. |                 |       |
| Society for Effecting the Abolition of the Slave Trade        | 1795         | Londres                                                                      | Médaillon officiel de la Society for Effecting the Abolition of the Slave Trade, devenu l'image la plus identifiable du mouvement abolitionniste du XVIIIe siècle. |                 | [ 5 ] |
| Artiste de l'école anglaise de peinture                       | 1800 environ | Wilberforce House Museum (en), Kingston upon Hull                            | Huile sur toile, 86,4 × 72,9 cm. Un paysage a été ajouté à la représentation de l'esclave suppliant et en chaînes. | Huile sur cadre | [ 6 ] |
| American Anti-Slavery Society, Anti-Slavery Office (New York) | 1837         | Library of Congress, Washington, Broadside Collection, portfolio 118, no 32a | Gravure sur bois pour la publication du poème "Our Countrymen in Chains" de John Greenleaf Whittier. Citations : discours de Samuel Joseph May (en) et Exode, XXI:16 (« Celui qui dérobera un homme, et qui l'aura vendu ou retenu entre ses mains, sera puni de mort. »). Revendication : « L'Angleterre a 800 000 esclaves et elle les a rendus libres. L'Amérique en a 2 250 000 ! — et elle les tient fermement !!! ». |                 | ,     |